# Čižići
Čižići (olaszul: Cisicchie) falu Horvátországban Tengermellék-Hegyvidék megyében. Közigazgatásilag Dobrinjhoz tartozik.

## Fekvése
Krk északkeleti részén, községközpontjától 4 km-re északra a Soline-öböl nyugati partján fekszik. Mivel a tenger itt nagyon sekély, tószerű, vizének cserélődése nagyon lassú, a víz az öblön belül melegebb, mint azon kívül. Emiatt a fürdési szezon is valamivel tovább tart. A Čižići közvetlen közelében fekvő Meline öbölrész gyógyhatású iszapjáról nevezetes. A település legrégibb része tulajdonképpen nem a tengerparton, hanem néhány száz méterrel távolabb egy kis magaslaton található. A 20. század végén és a 2000-es évek elején turisták számára szállások épültek és ennek következtében a falu elveszítette eredeti tengerparti látképét. Ma már az épületek egészen partig érnek. A kisméretű kőből épített régi házak mellé épült oda nem illő nyaralók a nyári hónapok kivételével lényegében üresen állnak.

## Története
Bár Čižići már a középkorban is létezett a teljes középkor folyamán a szomszédos nagyobb Sužan falu alárendeltségében volt, melyről számos adat maradt fenn. Čižćit viszont nagyon ritkán említették. Mindezek ellenére nem kétséges, hogy már a 15. században létezett, amikor Frangepán VII. János a Velebit-hegységből vlach jogú telepeseket hozatott ide. Amíg azonban a Dubašnicára és Šotoventóra telepített vlach pásztorok túlnyomórészt horvátok, vagy elhorvátosodott vlachok voltak, addig Sužan, Čižići, Šugara és Solina vidékére túlnyomóan valóban vlach eredetű lakosság telepedett le. Ők egy különleges román nyelven beszéltek, mely a 19. század folyamán halt ki. A neves nyelvész, irodalomtörténész, néprajzkutató és filológus Ive Jelenović szerint ez a különbség nyelvükben, személyneveikben és helyneveikben ma is kimutatható. Frangepán János telepítésének legfőbb célja feltételezhetően az volt, hogy a Soline-öbölben évszázadok óta működő és jelentős bevételt jelentő sólepárló telepek számára új munkaerőt biztosítson.
Čižići a sziget többi részével együtt a 19. század folyamán osztrák kézen volt, majd 1867-től 1918-ig az Osztrák-Magyar Monarchia része lett. 1857-ben 89, 1910-ben 123 lakosa volt.
Az Osztrák–Magyar Monarchia bukását rövid olasz uralom követte, majd a település a Szerb–Horvát–Szlovén Királyság része lett. A második világháború idején előbb olasz, majd német csapatok szállták meg. A háborút követően újra Jugoszlávia, majd az önálló horvát állam része lett. A turizmusnak a fiumei repülőtér, valamint a Krki-híd 1980 táján történt megépülése adott újabb lendületet. 2011-ben 116 lakosa volt.

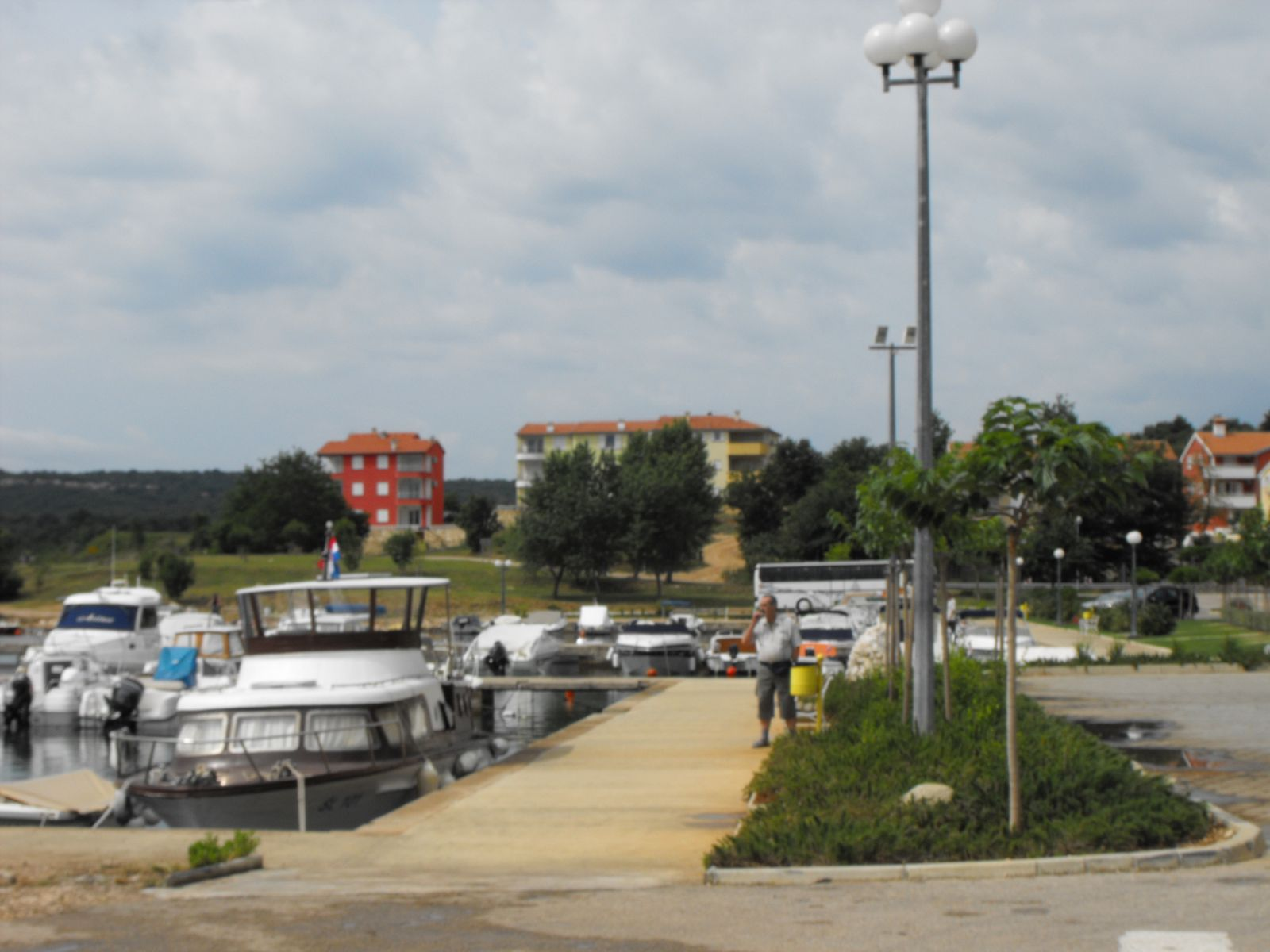
Čižići kikötője

## Lakosság
| Lakosság változása | Lakosság változása | Lakosság változása | Lakosság változása | Lakosság változása | Lakosság változása | Lakosság változása | Lakosság változása | Lakosság változása | Lakosság változása | Lakosság változása | Lakosság változása | Lakosság változása | Lakosság változása | Lakosság változása | Lakosság változása |
| ------------------ | ------------------ | ------------------ | ------------------ | ------------------ | ------------------ | ------------------ | ------------------ | ------------------ | ------------------ | ------------------ | ------------------ | ------------------ | ------------------ | ------------------ | ------------------ |
| 1857               | 1869               | 1880               | 1890               | 1900               | 1910               | 1921               | 1931               | 1948               | 1953               | 1961               | 1971               | 1981               | 1991               | 2001               | 2011               |
| 89                 | 98                 | 99                 | 105                | 120                | 123                | 133                | 136                | 120                | 117                | 107                | 93                 | 94                 | 78                 | 92                 | 116                |

## Nevezetességei
A Čižići közvetlen közelében fekvő Meline öbölrész gyógyhatású iszapjáról nevezetes.